# Walter Gramatté
Walter Gramatté (Berlin, 8 janvier 1897 - Hambourg, 9 février 1929) est un peintre et graveur allemand de la seconde génération de l'expressionnisme. Il épousa en secondes noces en 1920 Sophie Eckhardt dite Sonia, qu'il peignit  à de nombreuses reprises. Soliste réputée, Sonia Grammatté renonça à se produire en public après la mort de son mari et se consacra à la composition.  La Fondation Eckhardt-Gramatté établie à Winnipeg leur est consacrée. Les œuvres écrites posthumes de Walter sont conservées au Germanisches Nationalmuseum de Nuremberg.
Ayant combattu pendant la Première Guerre mondiale, Walter Gramatté est mort d'une tuberculose intestinale. Après sa mort, une importante exposition itinérante fut organisée en 1932, depuis Hambourg. Après avoir fermé l'exposition, les nazis classèrent l'œuvre de Gramatté comme art dégénéré l'année suivante.
Son œuvre se compose de nombreux autoportraits et portraits de sa femme Sophie (Sonia) et manifeste une prédilection pour les techniques graphiques (dessin, gravure, lithographie).

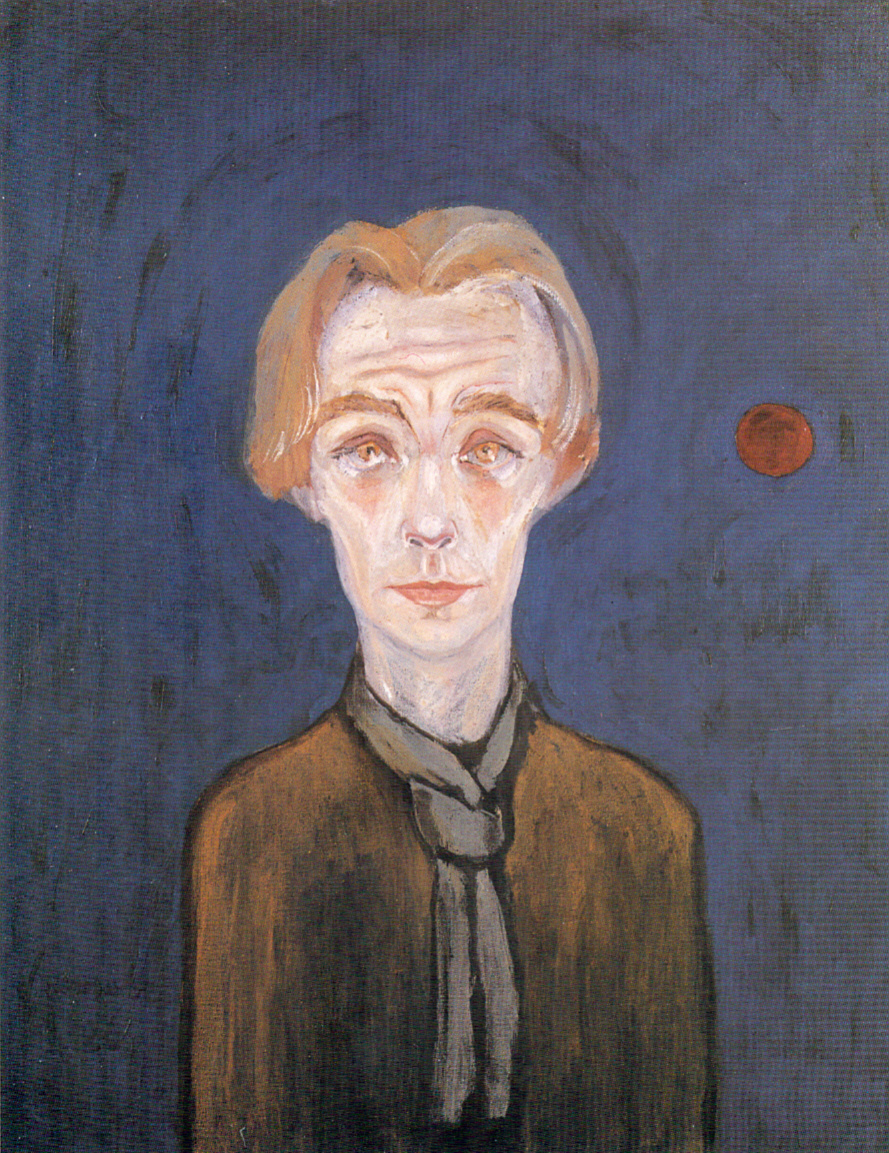
Autoportrait à la lune rouge (1926).
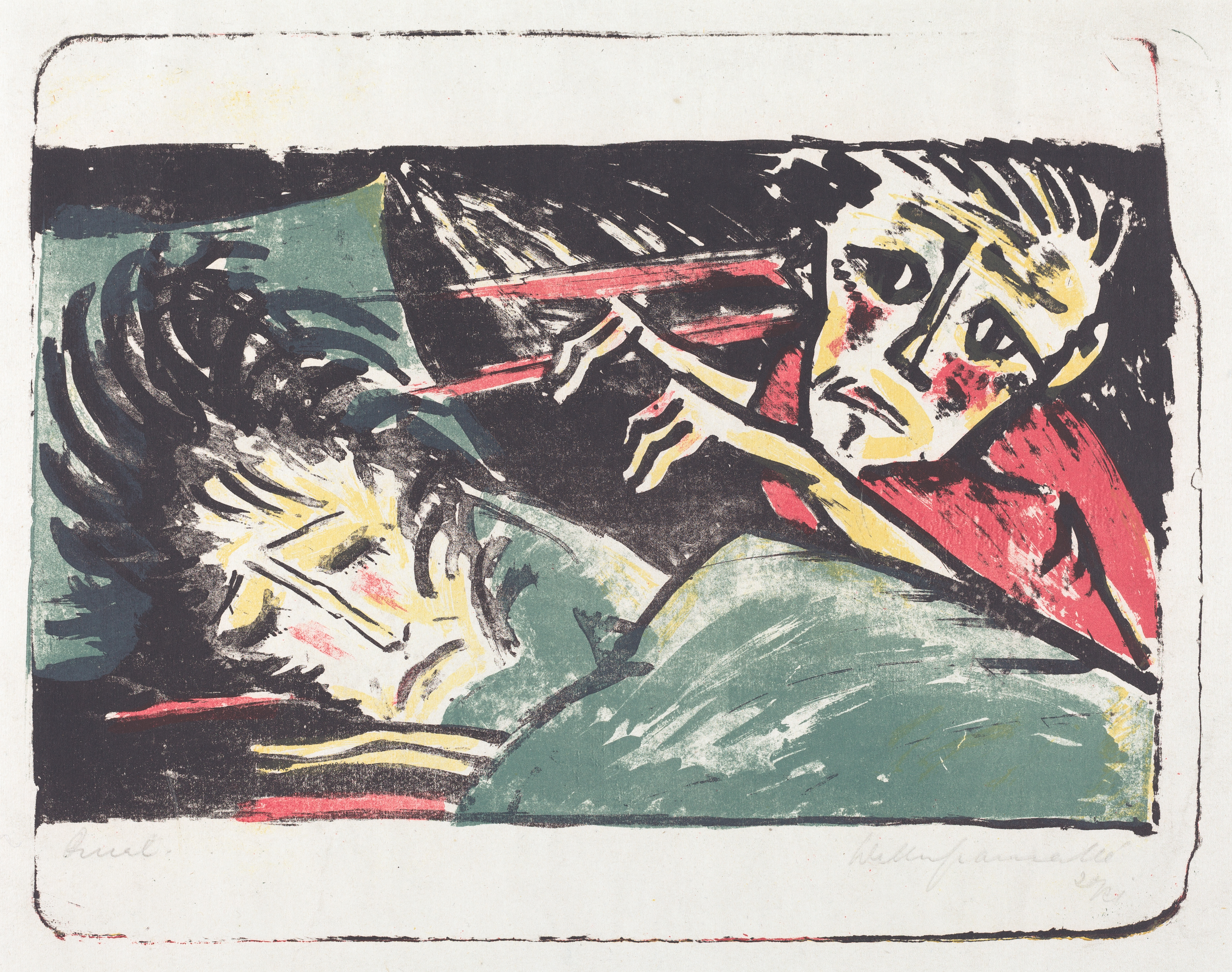
Orage, lithographie (1920-1921).